# تیرتاج
تیرتاج (به انگلیسی: Teertaj) یک شهرک در پاکستان است که در شهرستان آواران واقع شده‌است.
تیرتاج یا دشت آزادگان همچنین نام منطقه‌ای از استان فارس و در نزدیکی شهرستان نورآباد ممسنی است. این منطقه در ارتفاعات رشته کوه زاگرس قرار دارد. انگور و مویز از مهم‌ترین محصولات این ناحیه است.